# ایلیات
ایلیات (به فرانسوی: Illiat) یک کمون (فرانسه) در فرانسه است که در ان (اوورنی-رون-آلپ) واقع شده‌است. ایلیات ۲۰٫۳۷ کیلومتر مربع مساحت دارد ۲۴۱ متر بالاتر از سطح دریا واقع شده‌است.